# Campeonato Europeo Sub-16 de la UEFA 1997
El Campeonato Europeo Sub-16 de la UEFA 1997 se llevó a cabo en Alemania del 28 de abril al 10 de mayo y contó con la participación de 16 selecciones infantiles de Europa provenientes de una fase eliminatoria.
España venció en la final a Austria para conseguir su cuarto título continental de la categoría.

## Participantes
| - Austria - Bélgica - Alemania - Georgia | - Hungría - Islandia - Israel - Italia | - Irlanda del Norte - Polonia - Eslovaquia - Eslovenia | - España - Suiza - Turquía - Ucrania |

## Fase de grupos

### Grupo A
| País              | J | G | E | P | GF | GC | GD | Pts |
| ----------------- | - | - | - | - | -- | -- | -- | --- |
| Alemania          | 3 | 3 | 0 | 0 | 6  | 0  | +6 | 9   |
| Suiza             | 3 | 2 | 0 | 1 | 5  | 5  | 0  | 6   |
| Irlanda del Norte | 3 | 1 | 0 | 2 | 3  | 4  | -1 | 3   |
| Israel            | 3 | 0 | 0 | 3 | 3  | 8  | -8 | 0   |

| Equipo 1          | Resultado | Equipo 2          |
| ----------------- | --------- | ----------------- |
| Alemania          | 3-0       | Israel            |
| Suiza             | 2-1       | Irlanda del Norte |
| Alemania          | 2-0       | Suiza             |
| Israel            | 1-2       | Irlanda del Norte |
| Irlanda del Norte | 0-1       | Alemania          |
| Suiza             | 3-2       | Israel            |

### Grupo B
| País    | J | G | E | P | GF | GC | GD | Pts |
| ------- | - | - | - | - | -- | -- | -- | --- |
| España  | 3 | 3 | 0 | 0 | 10 | 2  | +8 | 9   |
| Austria | 3 | 1 | 0 | 2 | 4  | 4  | 0  | 3   |
| Ucrania | 3 | 1 | 0 | 2 | 5  | 9  | -4 | 3   |
| Polonia | 3 | 1 | 0 | 2 | 4  | 8  | -4 | 3   |

| Equipo 1 | Resultado | Equipo 2 |
| -------- | --------- | -------- |
| Polonia  | 0-4       | Austria  |
| España   | 6-1       | Ucrania  |
| Polonia  | 1-2       | España   |
| Austria  | 0-2       | Ucrania  |
| Ucrania  | 2-3       | Polonia  |
| Austria  | 0-2       | España   |

### Grupo C
| País    | J | G | E | P | GF | GC | GD | Pts |
| ------- | - | - | - | - | -- | -- | -- | --- |
| Bélgica | 3 | 3 | 0 | 0 | 7  | 1  | +6 | 9   |
| Hungría | 3 | 2 | 0 | 1 | 8  | 5  | +3 | 6   |
| Italia  | 3 | 1 | 0 | 2 | 6  | 6  | 0  | 3   |
| Georgia | 3 | 0 | 0 | 3 | 7  | 16 | -9 | 0   |

| Equipo 1 | Resultado | Equipo 2 |
| -------- | --------- | -------- |
| Hungría  | 6-3       | Georgia  |
| Bélgica  | 1-0       | Italia   |
| Hungría  | 0-1       | Bélgica  |
| Georgia  | 3-5       | Italia   |
| Italia   | 1-2       | Hungría  |
| Bélgica  | 5-1       | Georgia  |

### Grupo D
| País       | J | G | E | P | GF | GC | GD | Pts |
| ---------- | - | - | - | - | -- | -- | -- | --- |
| Turquía    | 3 | 3 | 0 | 0 | 7  | 0  | +7 | 9   |
| Eslovaquia | 3 | 1 | 1 | 1 | 3  | 3  | 0  | 4   |
| Islandia   | 3 | 1 | 0 | 2 | 2  | 5  | -3 | 3   |
| Eslovenia  | 3 | 0 | 1 | 2 | 2  | 6  | -4 | 1   |

| Equipo 1   | Resultado | Equipo 2   |
| ---------- | --------- | ---------- |
| Turquía    | 2-0       | Eslovenia  |
| Eslovaquia | 1-0       | Islandia   |
| Turquía    | 1-0       | Eslovaquia |
| Eslovenia  | 0-2       | Islandia   |
| Islandia   | 0-4       | Turquía    |
| Eslovaquia | 2-2       | Eslovenia  |

## Fase final
|  | Cuartos de final | Cuartos de final |                  |          | Semifinales | Semifinales |  |                 | Final      | Final      |  |
|  | 5 de mayo        | 5 de mayo        |                  |          | 7 de mayo   | 7 de mayo   |  |                 | 10 de mayo | 10 de mayo |  |
|  |                  |                  |                  |          |             |             |  |                 |            |            |  |
|  |                  |                  |                  |          |             |             |  |                 |            |            |  |
|  | Hungría          | 1                |                  |          |             |             |  |                 |            |            |  |
|  | Hungría          | 1                |                  |          |             |             |  |                 |            |            |  |
|  | Alemania         | 3                |                  |          |             |             |  |                 |            |            |  |
|  | Alemania         | 3                |                  | Alemania | 1           |             |  |                 |            |            |  |
|  |                  |                  |                  | Alemania | 1           |             |  |                 |            |            |  |
|  |                  |                  | España           | 2        |             |             |  |                 |            |            |  |
|  | Eslovaquia       | 1                | España           | 2        |             |             |  |                 |            |            |  |
|  | Eslovaquia       | 1                |                  |          |             |             |  |                 |            |            |  |
|  | España           | 3                |                  |          |             |             |  |                 |            |            |  |
|  | España           | 3                |                  |          |             |             |  | España (DP 5-4) | 0          |            |  |
|  |                  |                  |                  |          |             |             |  | España (DP 5-4) | 0          |            |  |
|  |                  |                  | Austria          | 0        |             |             |  |                 |            |            |  |
|  | Suiza (DP 5-4)   | 0                | Austria          | 0        |             |             |  |                 |            |            |  |
|  | Suiza (DP 5-4)   | 0                |                  |          |             |             |  |                 |            |            |  |
|  | Bélgica          | 0                |                  |          |             |             |  |                 |            |            |  |
|  | Bélgica          | 0                |                  | Suiza    | 0           |             |  |                 |            |            |  |
|  |                  |                  |                  | Suiza    | 0           |             |  |                 |            |            |  |
|  |                  |                  | Austria (DP 5-6) | 0        |             |             |  |                 |            |            |  |
|  | Austria          | 3                | Austria (DP 5-6) | 0        |             |             |  |                 |            |            |  |
|  | Austria          | 3                |                  |          |             |             |  |                 |            |            |  |
|  | Turquía          | 0                |                  |          |             |             |  |                 |            |            |  |
|  | Turquía          | 0                |                  |          |             |             |  |                 |            |            |  |
|  |                  |                  |                  |          |             |             |  |                 |            |            |  |

### Tercer lugar
| Equipo 1 | Resultado | Equipo 2 |
| -------- | --------- | -------- |
| Alemania | 3-1       | Suiza    |

## Campeón
| Eurocopa Sub-16 1997 |
| -------------------- |
| Bandera de España    |
| España 4º Título     |

## Clasificados al Mundial Sub-17
| - Alemania - Austria | - España - Suiza |